# 切り折り紙
切り折り紙(きりおりがみ)とは紙もしくは紙に類するもの(金属板、プラスチック板等)を切って折って造形する遊び、および造形されたもののことである。

## 概要
紙を切って折って造形する遊びに対し名称の統一を目指して2005年頃より使われだした名称である。似たような遊びの名称として立体切り紙、立体紙切り、立体切り絵、折り紙建築、チョキ折り、切り紙クラフト、ワンシートクラフト、ハサミックアート、kirittai、裁ち折り紙等があげられる。諸外国では紙芸（洪新富、台湾)、paper cut sclupture (Peter Callesen, デンマーク)、kiriorigami(Elodole)等が挙げられる。
切るという要素が加わったことにより、折り紙に比べ造形しやすく、初心者であってもオリジナリティを出しやすいことが特色である。また一般のペーパークラフトに比べ、「貼る」という作業を「折る」という作業で代用しているため工程が大幅に簡略化されていることも特色である。

## 切り折り紙の種類
切り折り紙とはその名の示すごとく紙を切って折って作るものであるが、その他にどのようなルールを付け加えるかによって作風は変わってくる。

### 基本形としての切り折り紙
「紙一枚を切って折って糊は使わず」をルールとするタイプである(展示のための接着剤の使用については例外とする）。このルールに従った作品だけを切り折り紙とすべきという意見もある(写真1)。

### 応用形としての切り折り紙
基本形としての切り折り紙のルールを緩和し、多少の糊付け、加筆、彩色、紙用ニス、複数枚の紙の使用等を認めたものである。また切り絵の技術を応用したハイブリッドタイプともいえる作風も見られる(写真2，3)。

### 発展形としての切り折り紙
応用形としての切り折り紙をさらに発展させたものである。一枚紙で培われた技術を「複数枚の紙・彩色・糊付けあり」の条件下で応用したものである。一般のペーパークラフトに比べ、「貼る」という作業の一部を「折る」という作業で代用しているため、工程の大幅な簡略化および省力化も可能である。「切り折り紙」ともペーパークラフト(紙細工)ともどちらの名称でも呼べる作風である(写真4)。

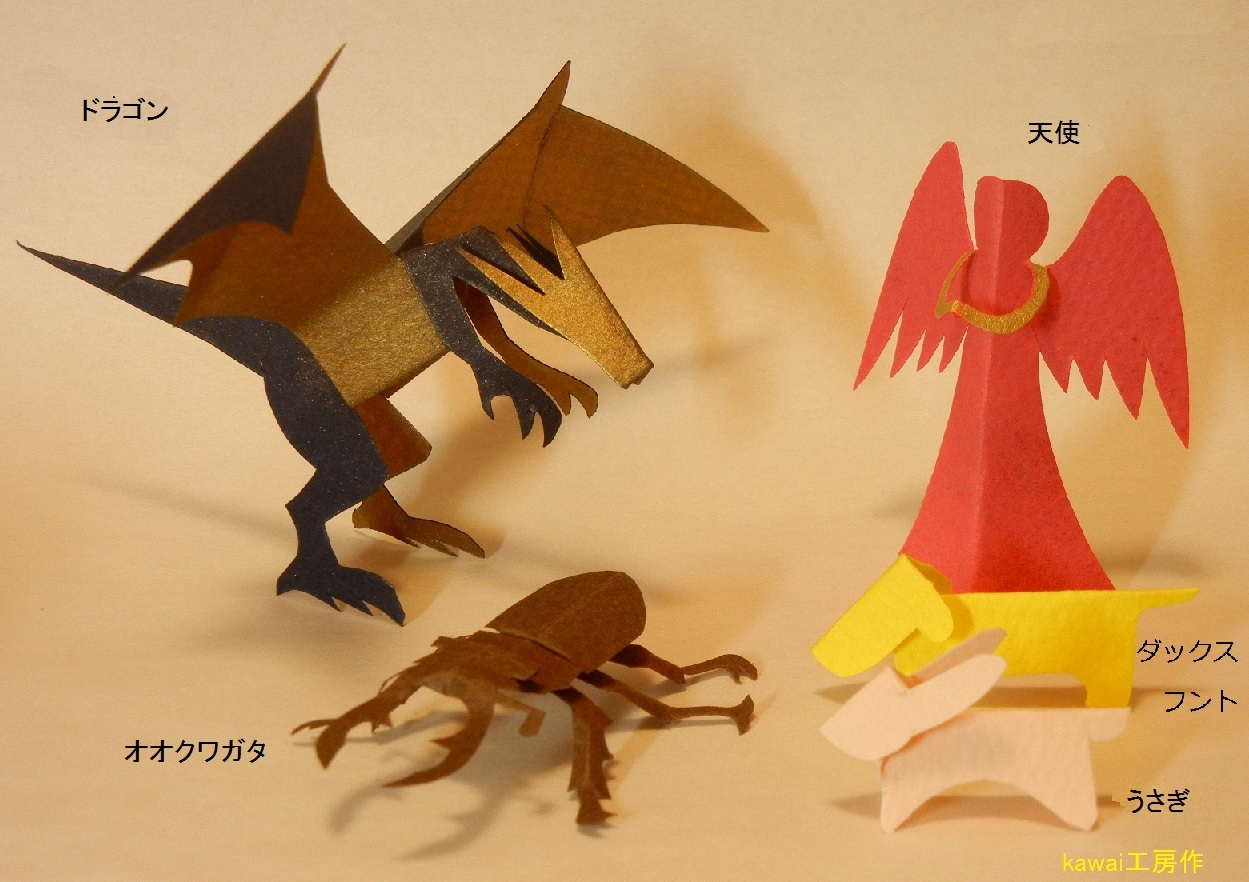
写真1　紙一枚を切って折って糊使わずを遵守した基本形の作品例、(ドラゴンは裏表の色が違う紙を使用）
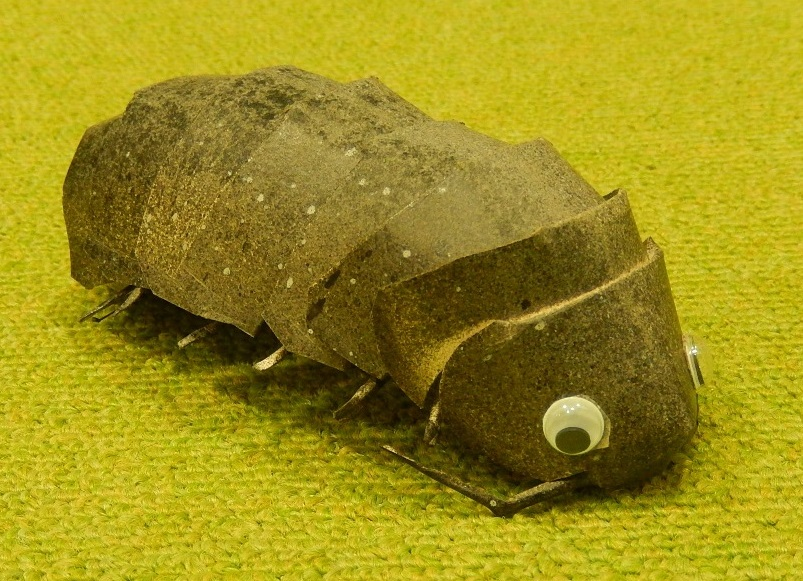
写真2 プラスチックの目玉を付けスプレーで彩色した応用形の作品例
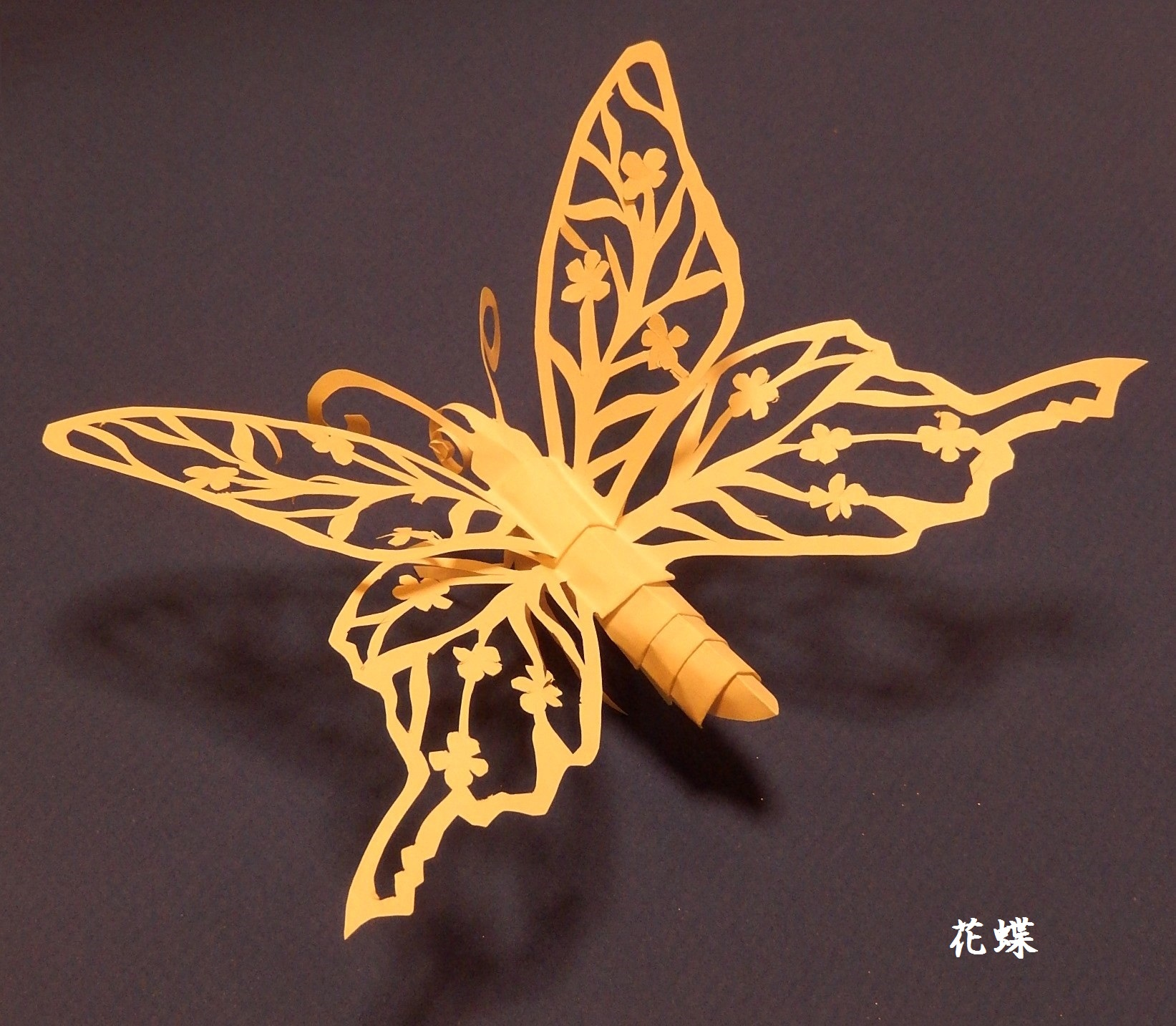
写真3　切り絵の技法を取り入れた応用形の作品例
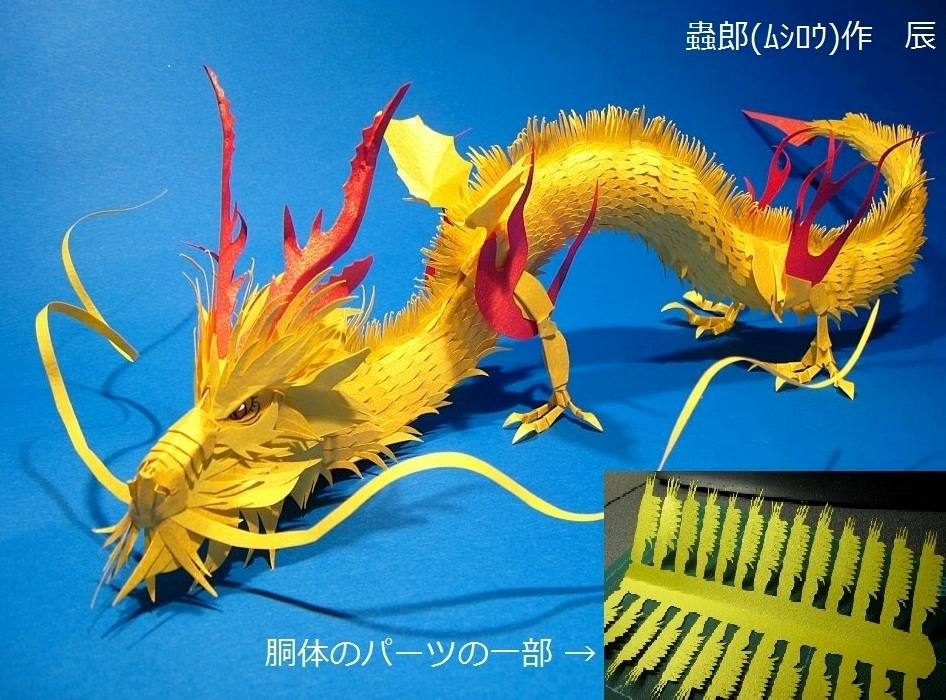
写真4　複数枚の紙と糊づけを多用した発展形の作品例　蟲郎作　辰（たつ）

## 基本となる技法
切った紙に山折り、谷折り、かぶせ折り、中割折り等を組み合わせて加工するのが切り折り紙であるが、折り線の組み合わせについてはある程度の規則性が見られる。折り線の組み合わせを覚えることにより、若干の修正を加えるだけでオリジナルとも言える個性的な作品を作ることも可能である。

### 蛇腹折り
直感的に分かりやすい技法であり、昆虫類、甲殻類・龍などに多用される(写真5)。

### 斜め段折り
簡単な技法であるが、小動物からドラゴンまでと幅広く応用が可能な技法である(写真6)。

### 円弧(えんこ)折り
折り線として曲線を使った折り方であり、直線の折りでは出せない流麗な造形が可能である(写真7)

### 看板作り
看板のように片側から見た形を切り抜き、それを何らかの形で立つようにした作り方。別名、片面重視型。簡単な割に派手な造形が可能である(写真8)。

### その他の技法
上げ折り、下げ折り等数多くの技法が分類(切り折り紙マニア日記を参照)されている。

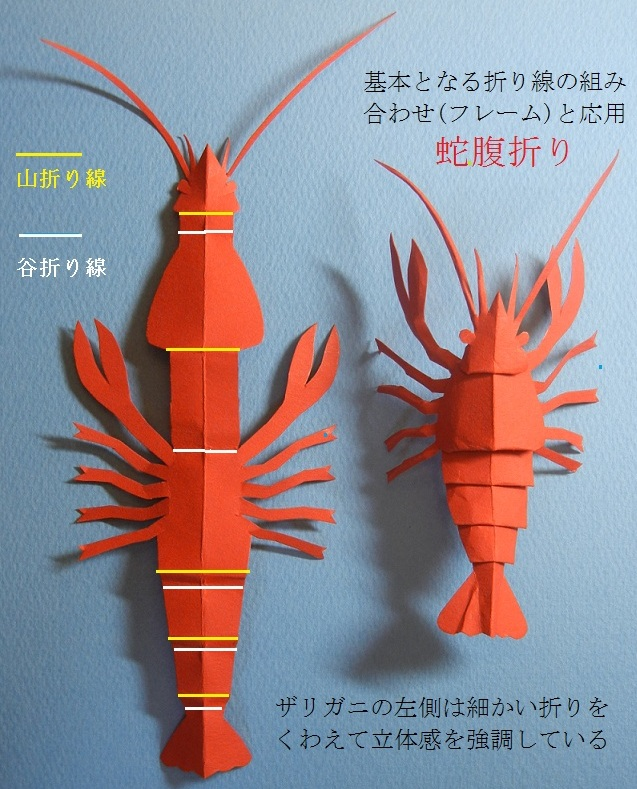
写真5　蛇腹折りを使った作例、ザリガニ
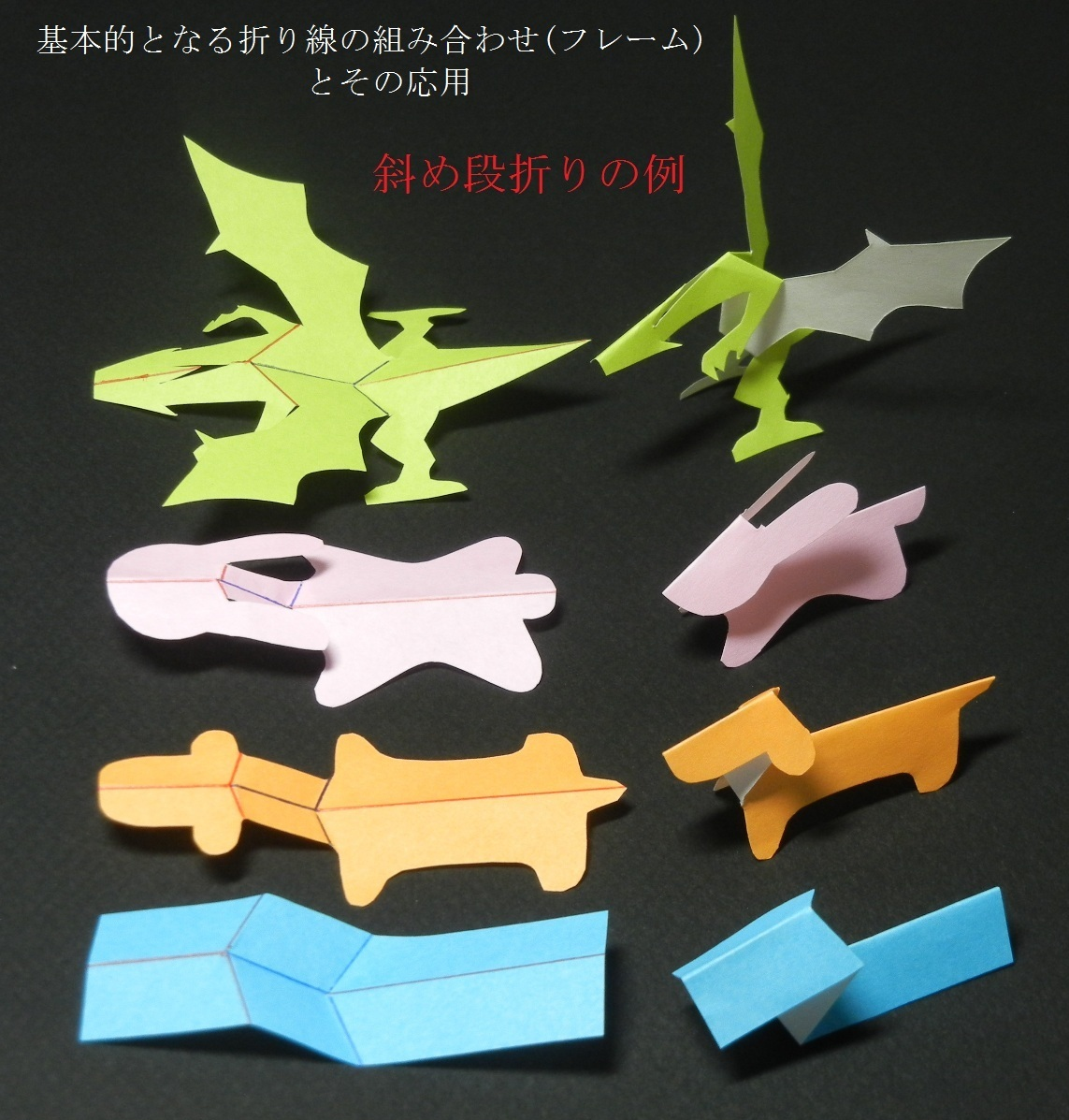
写真6　斜め段折りを使った作例　イヌ・ウサギ・ドラゴン
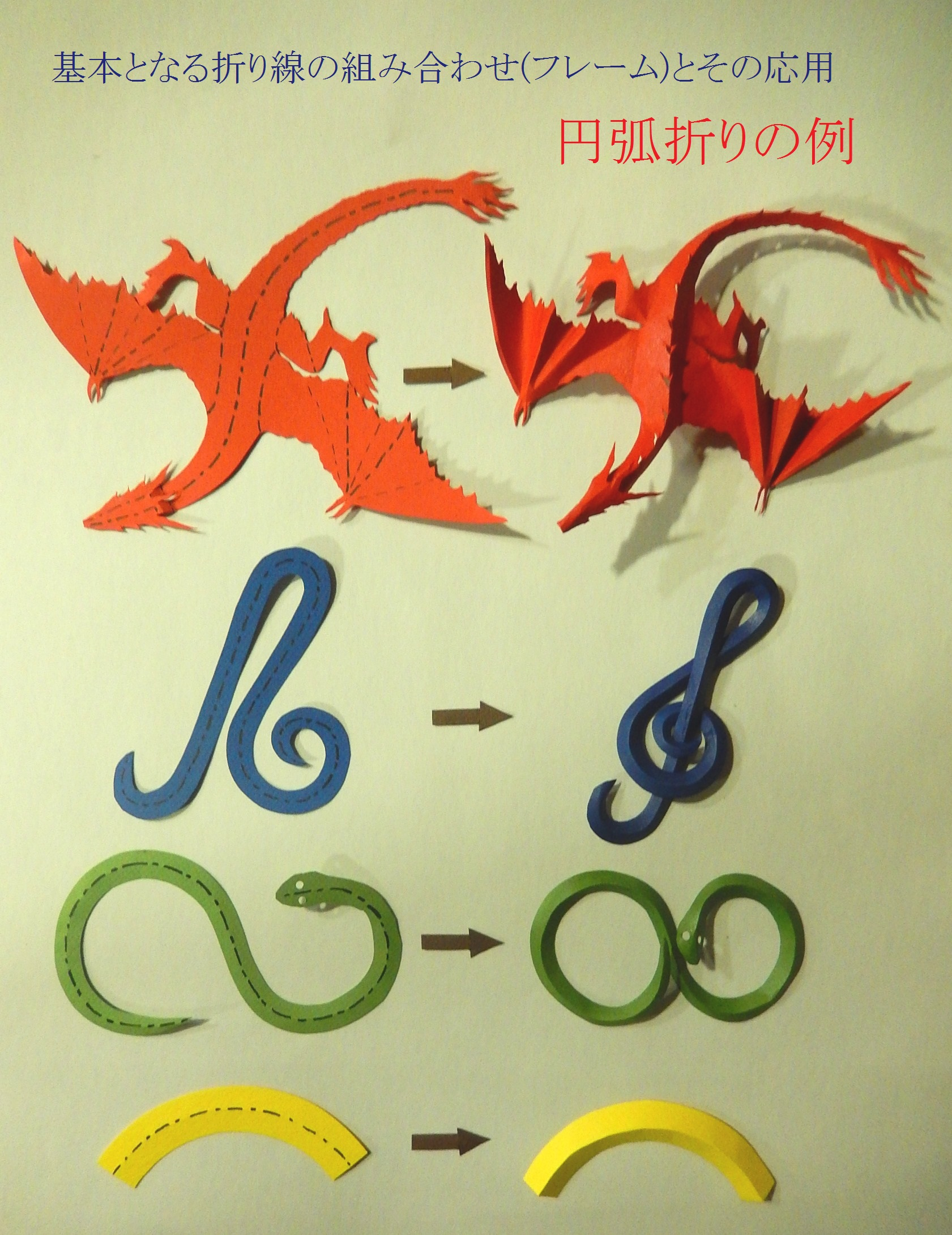
写真7　円弧折りを使った作例　半円・ウロボロス・ト音記号・ワイバーン
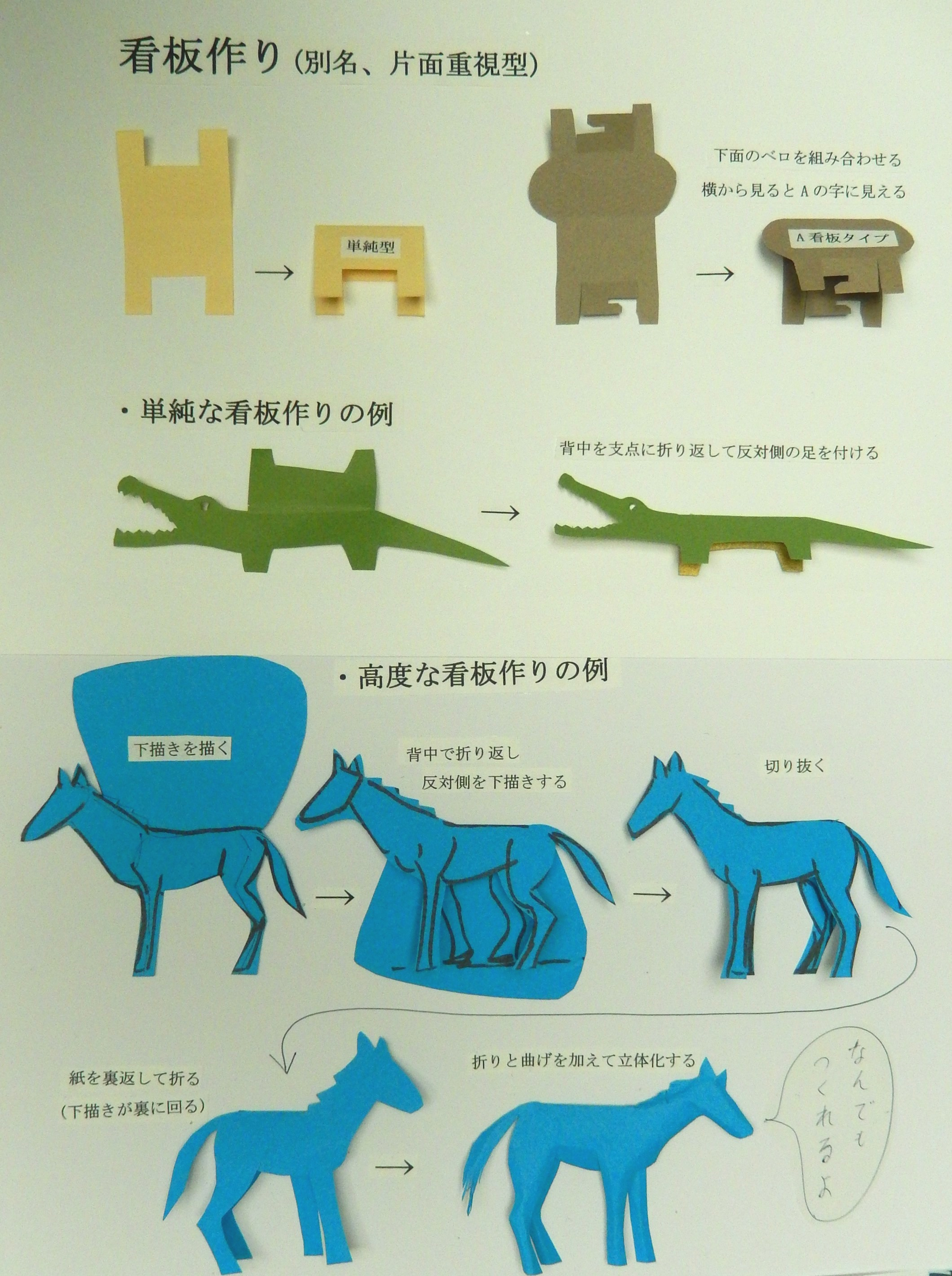
写真8　看板作り(別名、片面重視型)を使った作例　ワニ・馬

## 道具・材料

### 紙
折りやすく、折りジワが出来にくく、折りが戻りにくい紙が望ましい。コピー用紙からカレンダーの紙なども含めて幅広く利用可能である。マーメイド紙、ミタント紙などが多用される。和紙はしなやかな分、折りが戻りやすく使用に当たっては工夫が必要である。作家によっては金色のペンキなどをスプレーして特製の紙を作って使っている。紙の代わりに革や薄い金属板（銅板や真鍮板等）、木の葉等を使った作品もあり、紙状のものであれば大概応用が可能である。

### ハサミ
何よりも手に合っていることが重要であり、次に切れること、先が効く(ハサミの先端部でも切れる)ことが有用である。

### カッターナイフ、定規、ペン、紙用ニス、接着剤、その他
ハサミだけでは表現しきれない分野をカバーする意味で重要である。紙用ニス・接着剤は制作の場以外でも、作品の移送・展示・保存のために重要である。その他の材料・道具についても表現力の向上につながるのであれば積極的に使用すべきであろう。

## 数学と切り折り紙
一枚紙を使った切り折り紙の展開図を構成するものは、折り線の組み合わせ(フレームframeと呼称)と、折り線から始まっていく平面（ウォールwallと呼称）であり、そのすべてが一枚の平面の中におさまることが条件である。前述の蛇腹折り、斜め段折り等がフレームに相当する。フレームが同じであってもウォールの形を変化させることにより違う作品がつくられる。

数学的に見た場合、切り折り紙の製作は、フレーム部分を変形不能としウォール部分を変形可能として展開されるトポロジー（位相幾何学）とみなしうる。数学的な解析も進んで来ており、一部の作品に応用されている。